# 尤寧克羅斯 (北卡羅萊納州)
尤寧克羅斯（英語：Union Cross）是位於美國北卡羅萊納州福賽斯縣的非建制地區。

## 地理
尤寧克羅斯所處的海拔為高於海平面298米（即978英呎），而該地所採用的時區為UTC-5，即北美东部时区（EST）。同時該地設有夏令時間，為UTC-5調快一小時，即UTC-4（EDT）。